# Lagoa do Paúl
Die Lagoa do Paúl ist ein See im Hochland der Azoreninsel Pico. Sie liegt in einer Senke am Fuße des Topo (1008 m) auf 788 m Höhe. Der stark gegliederte, eutrophe See ist flach und sumpfig.